# Vergenza

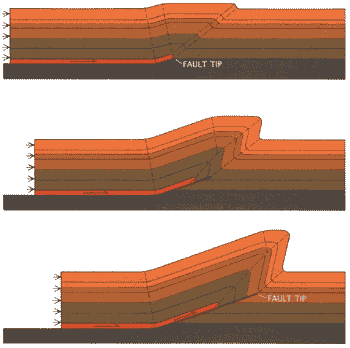
Schema di sviluppo di una piega in evoluzione a faglia e quindi falda di ricoprimento con vergenza verso la destra dell'osservatore

In Geologia la vergenza è la direzione di movimento tettonico che una determinata struttura geologica (piega, thrust, ecc) generata principalmente da una spinta laterale tende a presentare; la vergenza è quindi la direzione lungo la quale le pieghe anticlinaliche tendono a coricarsi e poi rovesciarsi. Su ampia scala la vergenza coincide con il verso di spostamento delle falde di ricoprimento durante un'orogenesi.
Il termine è sovente utilizzato in analisi di geologia regionale, durante la ricostruzione e la definizione degli assetti geodinamici e paleogeografici di un'area. In base alla vergenza si arriva a definire un'area interna ed una esterna rispetto ad un orogene: l'area interna è quella da cui provengono le spinte e in cui si trovano le falde che vanno a sovrascorrere sull'area esterna, ricoprendola.